# Torneo Internacional de Chile 1957
El Torneo Internacional de Chile 1957, nominado como Triangular de Santiago 1957, fue la 7.ª edición del torneo amistoso de fútbol, de carácter internacional, disputado en Santiago de Chile y se jugó desde el 16 de enero hasta el 26 de enero de 1957, posterior al término del campeonato de la Primera División de Chile 1956, y previo al Campeonato Sudamericano Lima (Perú) 1957.  La prensa deportiva lo apodó «Triangular de los Campeones», debido a que los clubes participantes eran los equipos campeones del torneo nacional 1956 de su país.
El triangular, que se desarrolló bajo el sistema de todos contra todos, contó con la participación de Colo-Colo como equipo anfitrión, y de Nacional de Uruguay y de Vasco da Gama de Brasil como equipos invitados. 
Todos los partidos se jugaron en el Estadio Nacional de Chile.
El campeón fue Vasco da Gama, que, en forma invicta, se adjudicó su segundo título del Torneo Internacional de Chile.

## Datos de los equipos participantes
| Equipo        | Calidad                                                  |
| ------------- | -------------------------------------------------------- |
| Colo-Colo     | Anfitrión y campeón de la Primera División de Chile 1956 |
| Nacional      | Invitado y campeón del Campeonato uruguayo 1956          |
| Vasco da Gama | Invitado y campeón del Campeonato Carioca 1956           |

## Aspectos generales

### Modalidad
El torneo se jugó en una sola rueda de tres fechas, bajo el sistema de todos contra todos, resultando campeón aquel equipo que acumulase más puntos en la tabla de posiciones.

## Partidos

### Fecha 1
| Vasco da Gama    | 2 - 1 | Nacional |
| Libre: Colo-Colo |       |          |

### Fecha 2
| Colo-Colo       | 2 - 3 | Vasco da Gama |
| Libre: Nacional |       |               |

### Fecha 3
| Colo-Colo            | 1 - 2 | Nacional |
| Libre: Vasco da Gama |       |          |

## Tabla de posiciones
| Pos | Equipo        | PJ | PG | PE | PP | GF | GC | Dif | Pts |
| --- | ------------- | -- | -- | -- | -- | -- | -- | --- | --- |
| 1   | Vasco da Gama | 2  | 2  | 0  | 0  | 5  | 3  | 2   | 4   |
| 2   | Nacional      | 2  | 1  | 0  | 1  | 3  | 3  | 0   | 2   |
| 3   | Colo-Colo     | 2  | 0  | 0  | 2  | 3  | 5  | -2  | 0   |

Pos = Posición; PJ = Partidos jugados; PG = Partidos ganados; PE = Partidos empatados; PP = Partidos perdidos; GF = Goles a favor; GC = Goles en contra; Dif = Diferencia de gol; Pts = Puntos
|  | Campeón |

## Campeón
| Brasil                  |
| Vasco da Gama 2º título |